# Concerto para Violino (Brahms)
O Concerto para Violino e Orquestra em Ré maior, Op. 77 é um concerto em três movimentos composto por Johannes Brahms em 1878 e dedicado a seu amigo, o violinista Joseph Joachim. É o único concerto para violino de Brahms e, de acordo com Joachim, é um dos quatro maiores concertos para violino de compositores alemães:
| “ | Os alemães tem quatro concertos para violino. O maior, mais descompromissado, é o de Beethoven. O de Brahms, apresenta-se com seriedade. O mais rico e mais sedutor foi escrito por Max Bruch. Porém o mais introspectivo, a joia da coroa, é o de Mendelssohn. | ” |

## Instrumentação
Violino solo e orquestra composta por flautas, oboés, clarinetes, fagotes; 4 trompas em Ré, Fá e Mi, 2 trompetes em Ré, tímpano e cordas.

## Estrutura
O concerto segue a forma padrão, com três movimentos (rápido-lento-rápido):
1. Allegro non troppo (Ré maior)
2. Adagio (Fá maior)
3. Allegro giocoso, ma non troppo vivace - Poco più presto (Ré maior)

## Estreia
A obra teve sua estreia em Leipzig, no dia 1° de janeiro de 1879, e foi executada por Joachim, que insistiu em abrir o concerto com o Concerto para Violino de Beethoven e fechar com o de Brahms.
O próprio Brahms regeu a estreia. Várias modificações foram feitas entre a estreia e entre a publicação da obra por Fritz Simrock mais tarde naquele ano.

## Dificuldades técnicas
As dificuldades técnicas em relação ao solista são formidáveis, com muito uso de paradas múltiplas, arpejos, rápidas passagens de escalas e variações rítmicas. A dificuldade pode, até certo ponto, ser atribuída pelo fato do compositor ser um pianista virtuoso.
Apesar disso, Brahms escolheu a clave de Ré maior, que favorece a execução no violino.

## Ligações Externas
- Análise detalhada (em inglês) usando a gravação feita por Anne-Sophie Mutter e Herbert von Karajan.
- Violin Concerto: partituras livres no International Music Score Library Project.